# دره ناصرآباد
ناصرآباد، یکی از دره‌های شمال شهر تهران در دامنه‌های رشته‌کوه البرز است که از سمت غرب به یال دارآباد منتهی می‌شود. 
با وجود ساخت و سازهای بی‌رویه در مدخل این دره، کماکان از معدود دره‌های بکر و دست نخورده شمال شهر تهران بشمار می‌رود. 
نحوه دسترسی:
بزرگراه ازگل، خیابان نخل، بلوار کنگان(گلناز)، بلوار آبادان، خیابان لاوان، انتهای خیابان کوچه نهم.